# Livro dos Seres Imaginários
O Livro dos Seres Imaginários, de Jorge Luis Borges, foi publicado em 1957, sob o título original Manual de Zoologia Fantástica, e expandido em 1967 e 1969 na Espanha, até ser finalizado. A obra foi escrita com a colaboração de Margarita Guerrero.

## Sobre o livro
A obra reúne 116 criaturas vindos tanto da literatura quanto de lendas, mitos e religiões. São seres estranhos criados pela mente fantasiosa do homem, e Borges pesquisa nas mais antigas fontes para tentar resgatar suas origens e diversas descrições. Organizados em verbetes breves, Borges usa as palavras de suas próprias fontes para, por vezes, descrevê-los. Assim, apresenta essas criaturas fantásticas através de C. S. Lewis, Franz Kafka, Edgar Allan Poe, resgata escritos de Shakespeare, Homero, Virgílio, conta-nos histórias de Confúcio e Plínio. O livro, então, não é apenas uma lista com descrições simples desses seres imaginários, mas uma reunião de grandes autores e histórias, unidos por essas criaturas.  Com frequência, o autor mergulha na etimologia para explicar animais exóticos, como o cabisbaixo búfalo negro com cabeça de porco, "catóblepa" (o que olha para baixo), e a serpente de duas cabeças, "anfibesna" (que vai em duas direções), ou outros, mais familiares, como as valquírias (aquelas que escolhem os mortos) ou as fadas (do latim fatum, destino), entidades que intervêm nos assuntos dos homens.
O Odradek, por exemplo, cuja própria origem da palavra, segundo Kafka, é desconhecida – e aqui quem apresenta essa criatura mágica é somente ele -,  '"'tem o aspecto de um fuso de linha, plano e em forma de estrela, e a verdade é que parece feito de linha, mas de pedaços cortados de linha, velhos, enredados e misturados, de diferentes tipos e cores. Não é apenas um fuso; do centro da estrela sai uma vareta transversal, e outra vareta se articula a essa em ângulo reto". Enfim, é uma descrição simples de uma criatura difícil de imaginar se movendo pela casa e, inclusive, falando.  